# Acanthascus plumodigitatus
Acanthascus plumodigitatus är en svampdjursart som beskrevs av James Barrie Kirkpatrick 1901. Acanthascus plumodigitatus ingår i släktet Acanthascus och familjen Rossellidae. Inga underarter finns listade i Catalogue of Life.